# Wüstenzell
Wüstenzell ist ein Gemeindeteil der Gemeinde Holzkirchen im unterfränkischen Landkreis Würzburg in Bayern.

## Geographie

### Lage
Das Kirchdorf liegt am Aalbach im Westen der Gemeinde und an der Grenze zu Baden-Württemberg. Der Altort befindet sich im Tal des Aalbaches, nordöstlich schließt sich am Hang des Steinertberges ein Siedlungsgebiet an. Durch Wüstenzell verläuft der Fränkische Marienweg.

### Nachbargemarkungen
Nachbargemarkungen im Uhrzeigersinn im Norden beginnend sind Remlingen, Holzkirchen, Holzkirchhausen, Dertingen und Homburg am Main.

## Geschichte
Der ursprüngliche Name lautete Wüstzella. Diesen Namen erhielt der Ort, weil ein Einsiedler-Mönch des Klosters von Holzkirchen in dieser wüsten Gegend seine Klosterzelle (Klause) hatte. Die Besiedlung des Ortes wird spätestens für das 8. Jahrhundert n. Chr. angenommen, in Unterlagen des Klosters Fulda wurde das Dorf als dem Kloster Holzkirchen zu Frondiensten verpflichtet aufgeführt. 1359 gehörte der Ort mit einer Zollstation der damaligen Besitzer, der Grafen von Wertheim, an der Straße von Würzburg nach Wertheim zum Cent Remlingen.
Am 1. Mai 1978 wurde Wüstenzell in die Gemeinde Holzkirchen eingegliedert.

## Wappen
Die Blasonierung des Wappens lautet: Geteilt von Silber und Blau; oben ein durchgehendes schwarzes Balkenkreuz, unten eine silberne Rose